# Astragalus subvestitus
Astragalus subvestitus är en ärtväxtart som först beskrevs av Jeps., och fick sitt nu gällande namn av Rupert Charles Barneby. Astragalus subvestitus ingår i släktet vedlar, och familjen ärtväxter. Inga underarter finns listade i Catalogue of Life.